# Brett Harrelson
Pour les articles homonymes, voir Harrelson.
Brett Harrelson, né le 4 juin 1963 à Midland, est un acteur américain.

## Filmographie
- 1990 : A Mom for Christmas (TV) : Kendall
- 1996 : The Sunchaser de Michael Cimino : Younger Highway Patrol Officer
- 1996 : Larry Flynt (The People vs. Larry Flynt) : Jimmy Flynt
- 1998 : Dante's View : Jeremy
- 1998 : Strangeland : Steve Christian
- 1999 : Une nuit en enfer 2 - Le prix du sang (From Dusk Till Dawn 2: Texas Blood Money) (vidéo) : Ray Bob
- 1999 : Inferno : Buck
- 2004 : Back Home Again (vidéo)

## Anecdotes
Il est le frère de Woody Harrelson.